# Marcus Morton Rhoades
Marcus Morton Rhoades (Graham, 24 de julho de 1903 - 30 de dezembro de 1991) foi um citogeneticista norte-americano. Sua pesquisa sobre o milho levou a descobertas importantes para a genética e a ciência aplicada de melhoramento de plantas. Ele foi um dos primeiros citogeneticistas a documentar o emparelhamento pré-meiótico de cromossomos homólogos em milho.

## Educação
Marcus obteve um diploma de bacharel em ciências, em 1927, um mestrado em ciências, em 1928, pela Universidade de Michigan, e um Ph.D. Formou-se em 1932 pela Cornell University, onde foi estagiário de Rollins A. Emerson ao lado dos futuros vencedores do Prêmio Nobel George Beadle e Barbara McClintock, e completou uma tese sobre o tema da esterilidade masculina citoplasmática em milho.

## Prêmios
- 1977 Membro Estrangeiro da Real Academia Dinamarquesa de Ciências e Letras[4]
- 1981 Medalha Thomas Hunt Morgan - (Genetics Society of America) - prêmio inaugural, compartilhado com Barbara McClintock